# Німецький народний конгрес

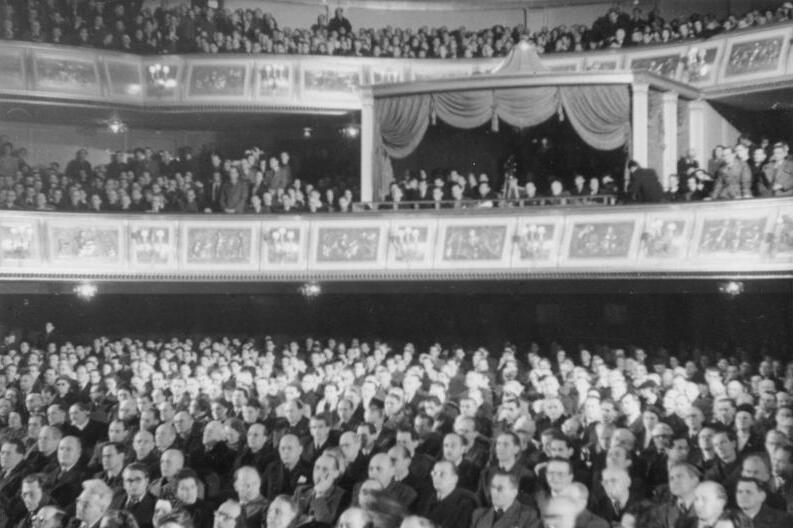
Учасники I-го Німецького народного конгресу в Берліні. Адміралспаласт, 6 грудня 1947 року.

Німецький народний конгрес (ННК) ( нім. Deutscher Volkskongress) — громадська організація, створена в Радянській зоні окупації Німеччини після Другої світової війни, яка згодом стала політичним ядром Німецької Демократичної Республіки (НДР) .
I-й конгрес був скликаний з ініціативи ЦК СЄПН в Берліні 6 грудня 1947 року . У конгресі мали право брати участь всі депутати всіх ландтагів , на конгрес прибуло 2 215 депутатів, з яких 650 - із західних земель  . Основною вимогою конгресу стало укладення мирного договору і припинення окупації Німеччини.
В ході II-го конгресу в березні 1948 була створена постійно діюча «Німецька народна рада».
III-й конгрес зібрався 29 травня 1949 року . Учасники конгресу були затверджені в ході народного голосування про єдність Німеччини, який відбувся 15-16 травня того ж року. 30 травня затвердив Конституцію Німецької Демократичної Республіки проект якої був розроблений Конституційним комітетом Німецького народного ради. 7 жовтня Німецька народна рада проголосила про створення НДР. Народна рада реорганізувалась в Народну палату НДР .
У документах і лексиці учасників ННК ФРН (колишня Бізонія ) іменувалася «сепаратною західнонімецькою державою», а єдиною столицею Німеччини визнавався Берлін. Основний упор робився на неприєднання Німеччини до будь-яких блокам, НАТО або ЄС  .